# Resorptie
Resorptie of absorptie is de opname van voedingsstoffen via de darmwand in het bloed, een onderdeel van het spijsverteringsproces dat in het darmkanaal plaatsvindt. In de dunne darm vindt, door het grote oppervlak, de meeste resorptie plaats. Uit de spijsvertering afkomstige voedingsstoffen en water worden door de cellen van het darm-epitheel opgenomen. Het opnemen of resorberen van deze stoffen kan op meerdere manieren:
- Porie-eiwitten — Via porie-eiwitten wordt het water, afkomstig uit de spijsvertering, opgenomen (geresorbeerd) middels osmose en diffusie, samen met kleine, in water opgeloste moleculen.
- Actief transport — Glucose kan via transportenzymen in de darmepitheelcellen gepompt worden. Na2+ wordt teruggepompt door de natrium-kaliumpomp.
- Celmembraan — Via het celmembraan worden vetten en in vet oplosbare moleculen, door osmose en diffusie, getransporteerd.

De geresorbeerde glyceriden komen in de lymfe en vervolgens in het bloed. De andere stoffen komen direct in het bloed en gaan door de poortader naar de lever.

## Geneeskunde
De mate van resorptie van een farmacon hangt af van de polariteit van het farmacon en de verdelingscoëfficiënt. Resorptie vindt doorgaans plaats via membranen, die grotendeels zijn opgebouwd uit lipoïde (vetachtige, apolaire) structuren. Een stof die door het membraan heen moet, moet dus ook apolair zijn (denk bijvoorbeeld aan een flesje waar olie én azijn in zitten die niet mengen; dit komt doordat olie apolair is en azijn polair).
Er bestaan ook manieren om polaire stoffen door membranen heen te laten gaan:
- Ultrafiltratie; in sommige membranen zitten poriën die gevuld zijn met polaire vloeistof. Nu is het dus wel mogelijk voor een polair farmacon om door het membraan te diffunderen.
- Carrier-transport; door te binden aan een speciaal molecuul, een carrier, kan een polaire stof (tijdelijk) apolair worden en door het membraan heen gaan.